# Жан I де Мелён
Жан I де Мелён (фр. Jean Ier de Melun; р. ок. 1295 — ум. 30 июля 1350) — французский аристократ из дома Мелён, виконт де Мелён, сеньор де Танкарвиль (по правам жены) и Монтрёй-Белле, с 1318 года великий камергер Франции.

## Биография
Старший сын Адама IV де Мелёна (ум. 1304) и Жанны де Сюлли (ум. 1306), дамы де Шато-Ренар (нынешний департамент Луаре), дочери Анри II де Сюлли и Перонель де Жуаньи.
В 1318 году король Филипп V Длинный назначил его великиим камергером Франции. Служил в королевской армии в 1318 (при королях Филиппе V и Карле IV), 1338, 1339, 1342 и 1346 годах (при Филиппе VI), участвовал в битве при Креси. 
В 1346 году Жан де Мелён воевал вместе с герцогом Нормандским в Гаскони, в том же году попал в плен к англичанам при взятии ими Кана (Нормандия) и был увезён в Англию. Отпущен за выкуп в конце 1348 года. Чтобы собрать деньги, заложил несколько имений одному нормандскому аббатству, которое уступило свои земли в Англии стоимостью 6 тыс. фунтов стерлингов английскому королю, который внес выкуп принцу Уэльскому (своему сыну), считавшемуся владельцем пленника. А непосредственно захвативший Жана де Мелёна Томас Дэниел, придворный рыцарь принца Уэльского, получил только 1000 марок (666 фунтов) и ежегодную пенсию в 40 марок (26 фунтов 13 шиллингов 4 пенса).
24 мая 1347 года Филипп VI выбрал де Мелёна одним из своих душеприказчиков, но тот умер в 1350 году за несколько недель до короля.
В Хрониках Фруассара выведен (ошибочно) как граф Танкарвиль.
Умер в 1350 году, похоронен в монастыре Жар (нынешняя коммуна Вуазенон в департаменте Сена и Марна).

## Браки и потомки
Первая жена (1316) — Жанна из рода де Танкарвиль (ум. до 1327), дочь Роберта графа де Танкарвиль и Жанны де Мовуазен. От неё дети:
- Жан II (ум. 1382), виконт де Мелён, в 1351 году получил от короля Иоанна II графский титул по сеньории Танкарвиль, великий камергер Франции (1350—1382).
- Адам (ум. 22 апреля 1361), сеньор де Шато-Ландон, первый камергер королей Иоанна Доброго и Карла V.
- Гийом[фр.] (ум. 1376), архиепископ Санса с 1345.
- Рауль.
- Анри, оруженосец.
- Симон (ум. после 1354), каноник собора в Сансе.
- Робер, сеньор де Шатенуа (по правам жены), оруженосец, женатый своим отцом 19 октября 1347 года на Изабелле, даме Шатенуа, от которой у него был, среди прочих детей, Жан де Мелён, сеньор Шатенуа в 1378 году.

Вторая жена (свадьба 30 ноября 1329) — Изабелла д’Антуэн (ум. 1354), дама д’Антуэн и д’Эпинуа, де Зоттегем и де Хёсден, виконтесса Гента, единственная дочь Гуго IV д'Антуана и Марии д'Энгиен, дамы Соттегема (дочери Готье I Ангиенского). От неё дети:
- Изабелла (1328—1389), жена Пьера графа де Дрё, затем супруга Жана д’Артуа графа Э.
- Гуго де Мелён (ум. 1406), бургграф Гента, сеньор д’Антуэн и д’Эпинуа; поселившись в Нидерландах, он женился на Беатрикс де Боссар, которая родила ему Жана IV де Мелёна.
- Мария (ум. после 1365).